# Samar (provincie)
Samar is een provincie van de Filipijnen op het eiland Samar in de centraal gelegen eilandengroep Visayas. De provincie maakt deel uit van regio VIII (Eastern Visayas). De hoofdstad van de provincie is Catbalogan. Bij de census van 2015 telde de provincie ruim 780 duizend inwoners.

## Geschiedenis
In de begintijd van de Spaanse overheersing werd het eiland Samar bestuurd vanuit Cebu. In 1735 werden Leyte en Samar samengevoegd tot een aparte provincie. Drie jaar later werd Samar afgescheiden van Leyte. De hoofdstad van deze provincie Samar was Catbalogan. Op 19 juni 1965 werd de provincie Samar opgedeeld in drie aparte provincies, Northern Samar, Eastern Samar en Western Samar. Vier jaar later op 21 juni 1969 werd de naam van Western Samar veranderd in Samar.

## Geografie

### Landschap
Het landschap van de provincie Samar is over het algemeen heuvelachtig met als maximale hoogte 800 meter boven zeeniveau. De hellingen zijn vaak steil en kaal als gevolg van ontbossing. Het gevolg hiervan is dat hevige regenval kan zorgen voor overstromingen in de lager gelegen gebieden. Stukjes laagland zijn te vinden langs de kust en langs de rivieren. De grootste stukken laagland liggen langs de noordkust en langs de Catubig en Catarman rivieren, maar ook bij Calbayog en in de deltas en langs de Ubig is laagland te vinden.

### Bestuurlijke indeling
Samar bestaat uit 2 steden en 24 gemeenten.

#### Steden
- Calbayog
- Catbalogan

#### Gemeenten
| - Almagro - Basey - Calbiga - Daram - Gandara - Hinabangan - Jiabong - Marabut - Matuguinao - Motiong - Pagsanghan - Paranas | - Pinabacdao - San Jorge - San Jose De Buan - San Sebastian - Santa Margarita - Santa Rita - Santo Niño - Tagapul-an - Talalora - Tarangnan - Villareal - Zumarraga |

Deze steden en gemeenten zijn weer verder onderverdeeld in 951 barangays.

## Demografie
Samar had bij de census van 2015 een inwoneraantal van 780.481 mensen. Dit waren 47.104 mensen (6,4%) meer dan bij de vorige census van 2010. Ten opzichte van de census van 2000 was het aantal inwoners gegroeid met 139.357 mensen (21,7%). De gemiddelde jaarlijkse groei in die periode kwam daarmee uit op 1,19%, hetgeen lager was dan het landelijk jaarlijks gemiddelde over deze periode (1,72%).

De bevolkingsdichtheid van Samar was ten tijde van de laatste census, met 780.481 inwoners op 6048,03 km², 129 mensen per km².

## Economie
Samar is een relatief arme provincie. Uit cijfers van het National Statistical Coordination Board (NSCB) uit het jaar 2003 blijkt dat 45,9% (11.675 mensen) onder de armoedegrens leefde. In het jaar 2000 was dit 52,4%. Daarmee staat Samar 25e op de lijst van provincies met de meeste mensen onder de armoedegrens. Van alle 79 provincies staat Samar 36e op de lijst van provincies met de ergste armoede..